# Cinetus lysis
Cinetus lysis is een vliesvleugelig insect uit de familie van de Diapriidae. De wetenschappelijke naam van de soort is voor het eerst geldig gepubliceerd in 1957 door Nixon.